# Whitney (förnamn)

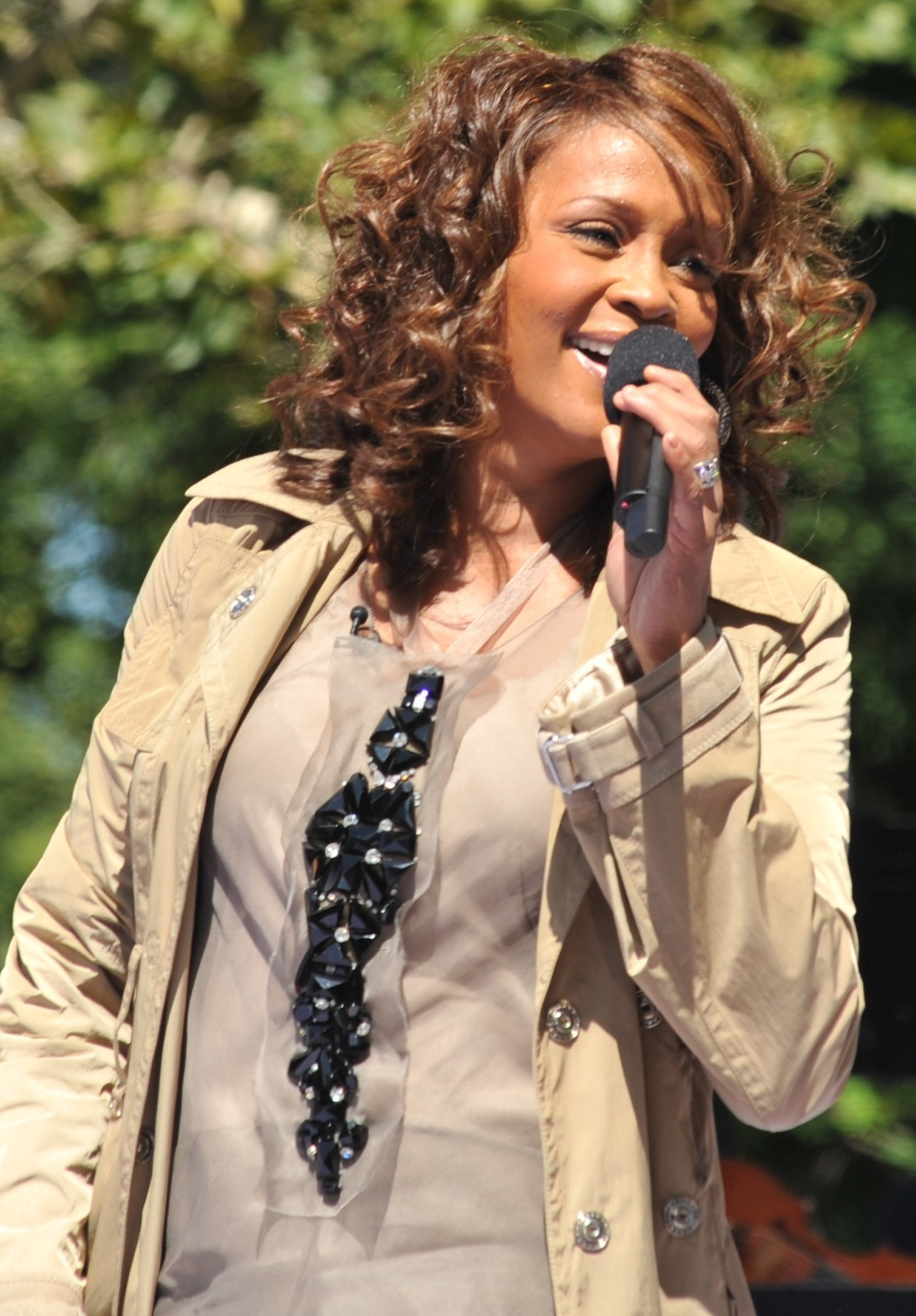
Whitney Houston, 2009.

Whitney är ett engelskt förnamn som kan bäras av såväl män som kvinnor.

## Män
- Whitney Harris (1912–2010), amerikansk jurist
- Whitney Mercilus (född 1990), amerikansk fotbollsspelare
- Whitney Straight (1912–1979), racerförare, flygare och affärsman
- Whitney Smith (1940–2016), amerikansk vexillolog
- Whitney Young (1921–1971), amerikansk medborgarrättskämpe

## Kvinnor
- Whitney Able (född 1982), amerikansk skådespelare
- Whitney Blake (1926–2002), amerikansk skådespelare
- Whitney Cummings (född 1982), amerikansk skådespelare och TV-producent
- Whitney Genoway (född 1986), kanadensisk vattenpolospelare
- Whitney Hedgepeth (född 1971), amerikansk simmare
- Whitney Houston (1963–2012), amerikansk sångerska och skådespelare
- Whitney Port (född 1985), amerikansk dokusåpadeltagare
- Whitney Thompson (född 1987), amerikansk fotomodell